# Willem Strijcker

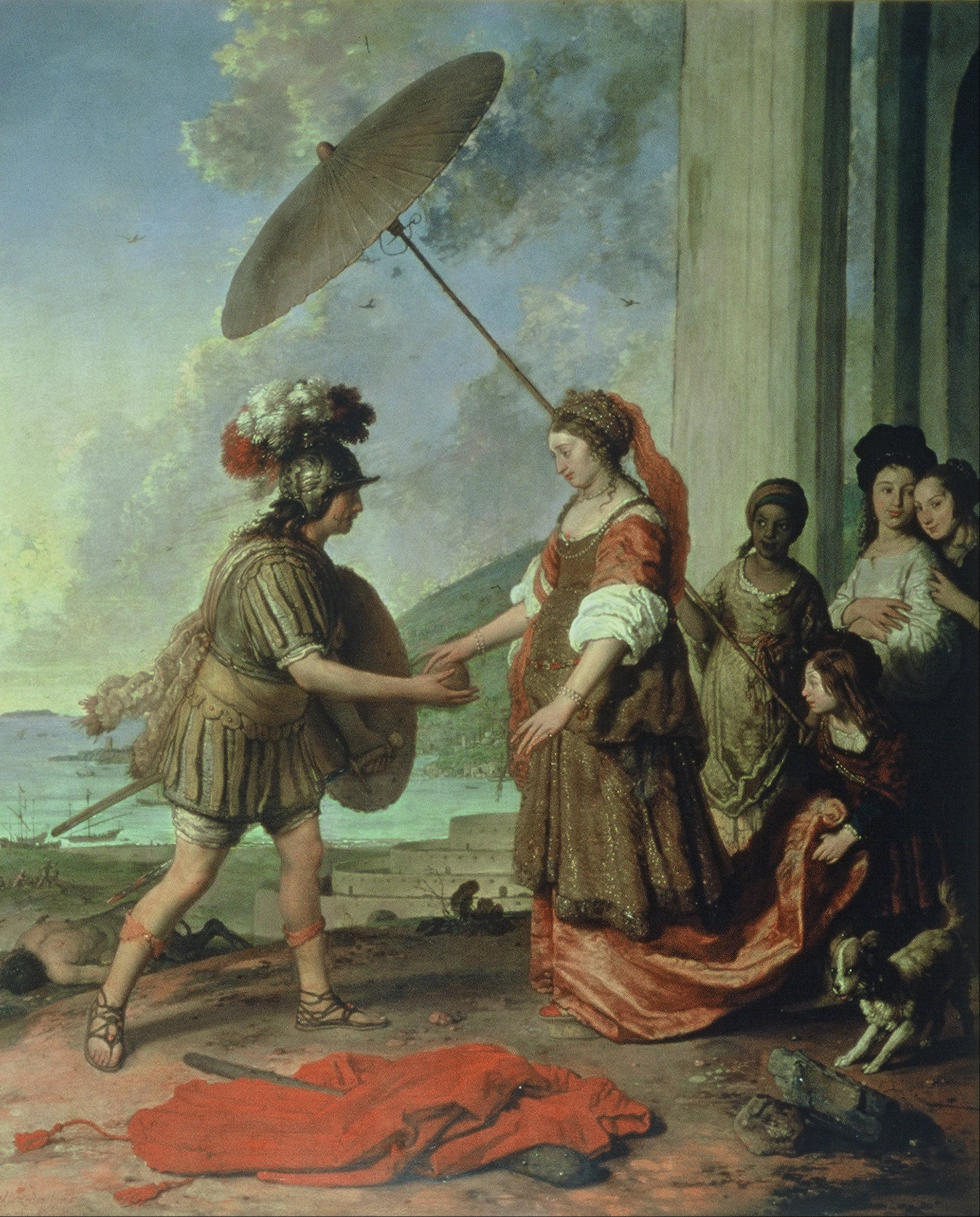
Willem Strijcker - Theseus and Ariadne - Google Art Project

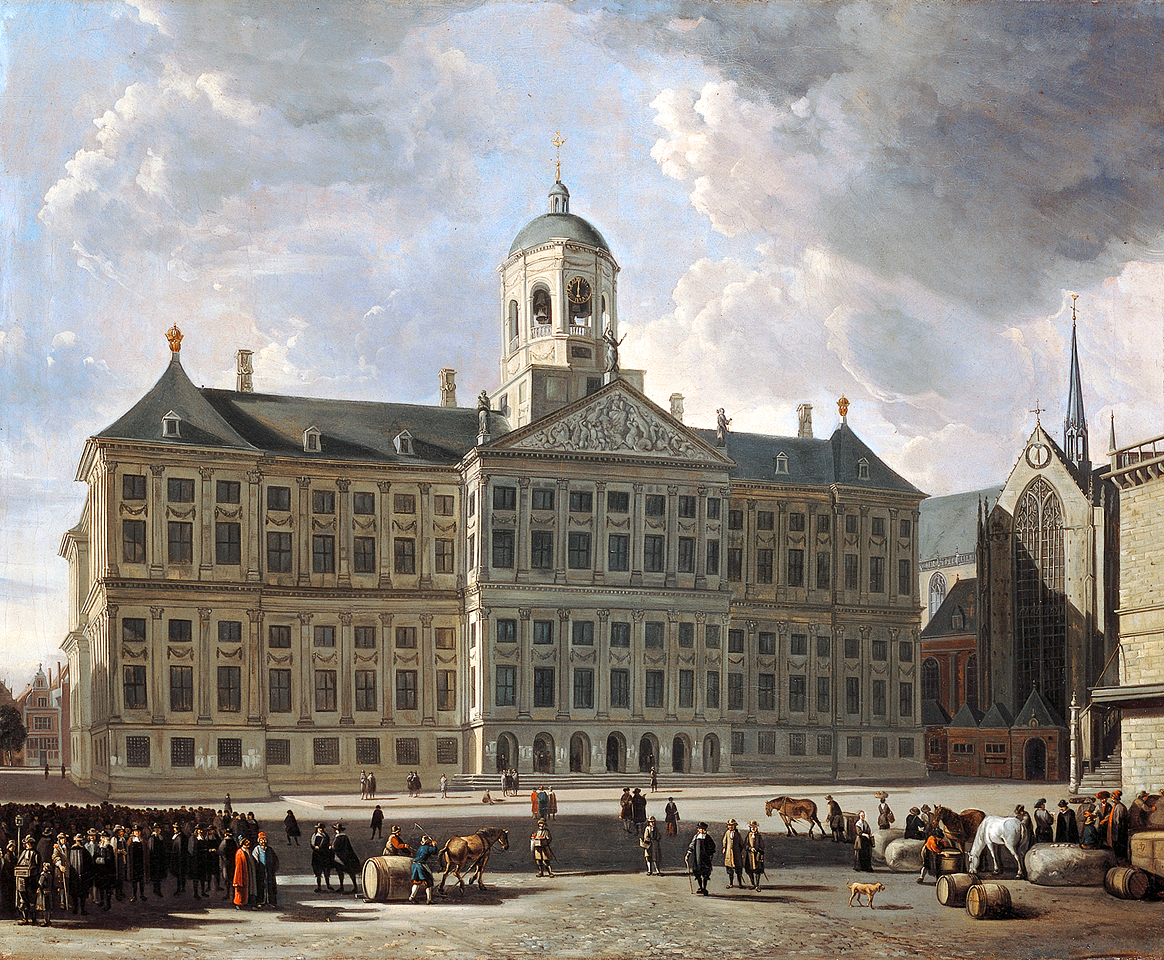
Het Paleis op de Dam omstreeks 1670 door Gerrit Adriaenszoon Berckheyde

Willem Strijcker alias Brassemarij (1602-tussen 1673 en 1680) was een landschap- en portretschilder van wie slechts een belangrijk werk is overgeleverd: een schoorsteenstuk in het Paleis op de Dam in Amsterdam.

## Biografie
Willem Strijcker was de zoon van Dirck Strijcker (1574-1631) een bierbrouwer, op de plek waar nu de Dominicuskerk staat. In 1595 trouwde hij met Lysbeth Brasemans (-1624). Via zijn moeder was hij familie van de Haarlemse miniatuurschilder Jacobus Zaffius, een vroegere proost van het kapittel in Haarlem, eigenaar van de Reguliershof aan de Amstel en een van de stichters van Haarlemse Frans Loenenhofje.
Willem Strijcker had twee broers: Dirck en Jacob, na het overlijden van Zaffius eveneens erfgenamen van de Reguliershof. Hun vader raakte met een tweetal Amsterdamse regenten, zoals Jacob Poppen, Adriaen Pauw in conflict over de Reguliershof, dat inmiddels in gebruik was als herberg en uitspanning. 
Willem Strijcker, bij de Bentveughels bekend als Brassemary, is in 1626 in Venetië gesignaleerd. Strijcker trouwde pas in 1653 met Jannetje Gerrits, alias Turckhooft in Amsterdam. Het paar woonde bij de Lutherse kerk en had reeds een kind.
Strijcker leverde in 1657 een schoorsteenstuk voor de Assurantiekamer (= Kamer van Zeezaken) in het stadhuis op de Dam. Daar werkte zijn broer Dirck als secretaris van een dienst die belast was met zeeverzekering.
In 1658 zou hij samen met de jongere Ferdinand Bol, Govert Flinck, Jacob van Loo en Nicolaes de Helt Stockade een naakt schilderen. Om onduidelijke redenen werd een bezoek gebracht aan de notaris, die alles vastlegde. In 1666 woonde hij in de Servetsteeg, achter Krasnapolsky. In 1673 liet hij een testament opmaken, vanwege zijn ziekte. Het is onduidelijk waar en wanneer hij is overleden. Zijn weduwe hertrouwde in 1681. Zijn zoon, Willem Strijcker (1649-1712), was een zeilmaker op Kromme Waal 24.
Zijn broer Dirck Strijcker die in de jaren twintig in Aleppo als kanselier was benoemd, was begonnen als secretaris van Cornelis Haga. Hij had tussen 1643 en 1677 een baantje had als secretaris van de Kamer van Zeezaken. Hij was in 1643 nog steeds een van de eigenaren van de Reguliershof, rond 1646 door Johannes Snippendaal omgetoverd tot Hortus Botanicus. In 1662 dirigeerde hij vanuit zijn huis op de Lauriergracht een postmeesterschap op landen rondom de Middellandse Zee.
Zijn broer Jacob of Jacopo Strijcker was tussen 1649 en 1687 consul in de Republiek Venetië. Zijn neef Dirck Strijcker organiseerde in 1680-1681 als impresario twee Italiaanse opera seria op het verlaten fabrieksterrein van de gebroeders Hemony. Zijn nicht Elisabeth trouwde met Italiaanse edelman en zijn neef Gerard volgde zijn vader op als consul in Venetië (1687-1730).
- Biografisch Portaal: 16918163
- RKD-Nederlands Instituut voor Kunstgeschiedenis: 75750
- Union List of Artist Names: 500030325
- Virtual International Authority File: 95868580